# Adobe Creative Suite
Adobe Creative Suite er en programpakke fra Adobe Systems, der blev udgivet i sin sjette version i 2012. Programpakken kan som helhed bruges til udvikling og redigering af design, grafik, web og video. Den indeholder blandt andet:
- Adobe Photoshop
- Adobe Illustrator
- Adobe Flash
- Adobe Dreamweaver
- Adobe InDesign
- Adobe Premiere Pro
- og Adobe After Effects

| Software | Spire Denne artikel om software og programmering er en spire som bør udbygges. Du er velkommen til at hjælpe Wikipedia ved at udvide den. |